# Neoapaloxylon
Genre
Classification phylogénétique
Neoapaloxylon est un genre de plantes à fleurs dicotylédones de la famille des Fabaceae, sous-famille des Caesalpinioideae. Ce sont des arbres ou des arbustes originaire de Madagascar, qui compte trois espèces acceptées.

## Liste d'espèces
Selon The Plant List (8 octobre 2018) :
- Neoapaloxylon madagascariense (Drake) Rauschert
- Neoapaloxylon mandrarense Du Puy & R.Rabev.
- Neoapaloxylon tuberosum (R.Vig.) Rauschert